# قلات غدار بنة (كوهستان)
قلات غدار بنة (بالفارسية: قلات گدار بنه) هي قرية تقع في إيران في Kuhestan Rural District. يقدر عدد سكانها بـ 22 نسمة بحسب إحصاء 2016.